# Катастрофа Boeing 737 під Шарм-ель-Шейхом
Катастрофа Boeing 737 під Шарм-ель-Шейхом — велика авіаційна катастрофа, що трапилась 3 січня 2004 року. Пасажирський авіалайнер Boeing 737-3Q8 єгипетської авіакомпанії Flash Airlines виконував плановий міжконтинентальний рейс FSH604 за маршрутом Шарм-еш-Шейх — Каїр — Париж, але приблизно через 2 хвилини після зльоту з аеропорту Шарм-ель-Шейха замість набору висоти під час виконання лівого розвороту перейшов у швидке зниження і впав у Червоне море за 15 кілометрів від узбережжя. Усі 148 людей на борту загинули (135 пасажирів і 13 членів екіпажу).
Катастрофа рейсу 604 стала найбільшою катастрофою літака Boeing 737-300, а на момент подій була найбільшою авіакатастрофою в Єгипті (зараз її обігнав вибух A321 над Синаєм, 224 загиблих).
| Країна              | Пасажири | Члени екіпажу | Усього |
| ------------------- | -------- | ------------- | ------ |
| Єгипет              | 0        | 12            | 12     |
| Єгипет/ Канада/ США | 0        | 1             | 1      |
| Франція             | 132      | 0             | 132    |
| Марокко             | 2        | 0             | 2      |
| Японія              | 1        | 0             | 1      |
| Усього              | 135      | 13            | 148    |

## Про літак

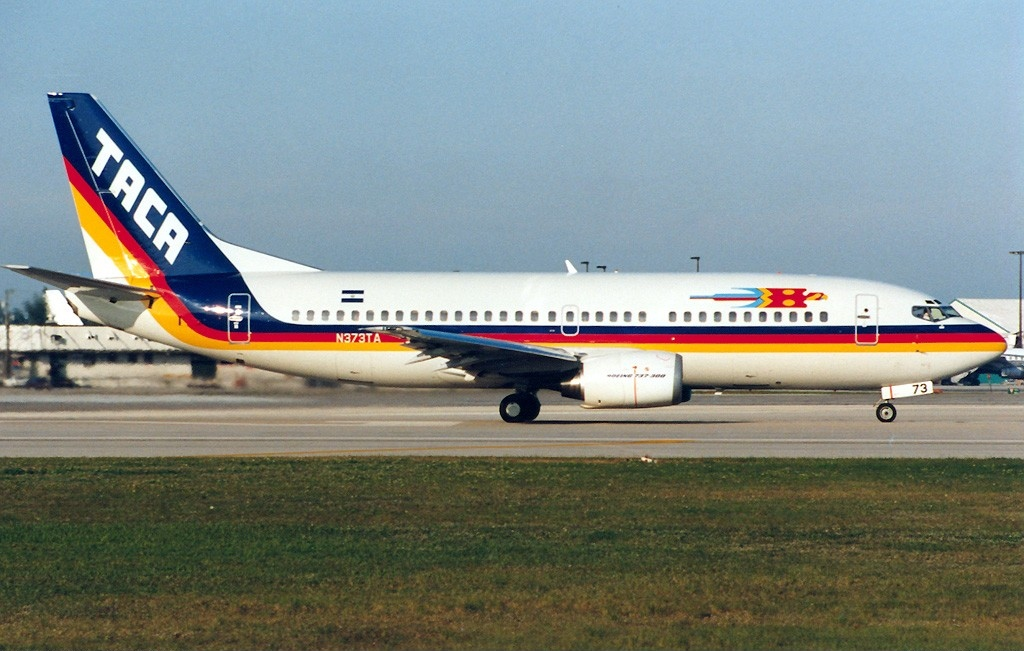
Літак, що зазнав катастрофи в 1992 році в аеропорту Маямі (в період експлуатації в Avianca El Salvador)

Boeing 737-3Q8 (реєстраційний номер SU-ZCF, заводський 26283, серійний 2383) був випущений у 1992 році і 9 жовтня здійснив свій перший політ. У червні 2001 року літак був зданий у лізинг авіакомпанії Flash Airlines, після чого отримав бортовий номер SU-ZCF і ім'я Nour.

## Хронологія подій
Літак вилетів із міжнародного аеропорту Шарм-ель-Шейх о 04:42 за східноєвропейським часом 3 січня 2004 року. Після зльоту він зробив поворот ліворуч, щоб перехопити систему аеропорту, після чого увімкнувся автопілот.
Однак незабаром після цього КПС видав нерозбірливий вигук, і автопілот раптово відключився (це могла бути навмисна дія пілотів або це сталося автоматично). У цей момент літак увійшов у правий крен під кутом 40 градусів. Коли нахил сягнув 50 градусів, перший офіцер вигукнув: «Overbank», показуючи, що крен літака стає небезпечним. Кут крену швидко збільшувався, поки не досяг 111 градусів, після чого літак увійшов у звалювання. Він впав у Червоне море о 04:45 за східноєвропейським часом, лише через три хвилини після зльоту. Літак впав на швидкості 763 км/год під кутом правого берега 24 градуси та під кутом кут носа вниз 24 градуси. Після падіння в море від літака відколовся хвіст і покотився вперед. Усі 148 осіб, які перебували на борту, загинули.

## У культурі
Ця авіакатастрофа була показана в 4 сезоні канадського документального телесеріалу «Розслідування авіакатастроф» в серії «Пікірування в безодню».